# 21 februari
21 februari är den 52:a dagen på året i den gregorianska kalendern. Det återstår 313 dagar av året (314 under skottår).

## Återkommande bemärkelsedagar

### Flaggdagar
- Norge: Konungens födelsedag

### FN-dagar
- Internationella modersmålsdagen (inrättad av Unesco 1999)

## Namnsdagar

### I den svenska almanackan
- Nuvarande – Hilding
- Föregående i bokstavsordning
  - Hilarius – Namnet fanns, till minne av en påve på 400-talet, även i formen Hilarius biskop, på dagens datum fram till 1901, då det utgick.
  - Hildeborg – Namnet infördes på dagens datum 1986, men utgick 1993.
  - Hildemar – Namnet gick samma väg som Hildeborg, genom att införas på dagens datum 1986 och utgå 1993.
  - Hilding – Namnet infördes på dagens datum 1901 och har funnits där sedan dess.
  - Holger – Namnet förekom på dagens datum på 1790-talet, men utgick sedan. 1901 infördes det på 30 mars och har funnits där sedan dess.
  - Hulda – Namnet infördes 1901, men då på 20 februari. Där fanns det fram till 1993, då det flyttades till dagens datum. 2001 flyttades det till 8 september.
- Föregående i kronologisk ordning
  - Före 1901 – Hilarius eller Hilarius biskop och Holger
  - 1901–1985 – Hilding
  - 1986–1992 – Hilding, Hildemar och Hildeborg
  - 1993–2000 – Hilding och Hulda
  - Från 2001 – Hilding
- Källor
  - Brylla, Eva (red.): Namnlängdsboken, Norstedts ordbok, Stockholm, 2000. ISBN 91-7227-204-X
  - af Klintberg, Bengt: Namnen i almanackan, Norstedts ordbok, Stockholm, 2001. ISBN 91-7227-292-9

### Finlandssvenska almanackan
- Nuvarande från 1973[1] – Alf, Alva
- I föregående revideringar[a][2]
  - 1929–1972 – Alf

## Händelser
- 1281 – Sedan Nicolaus III har avlidit året före väljs Simon de Brion till påve och tar namnet Martin IV.[3]
- 1437 – Sedan Jakob I har avlidit denna eller föregående dag efterträds han som kung av Skottland av sin 6-årige son Jakob II.
- 1612 – Svenska trupper, ledda av hertig Johan av Östergötland och Jesper Matsson Krus, besegrar en dansk här under kung Kristian IV, som är på återtåg från ett plundringståg i Västergötland, i slaget vid Kölleryd i Halland under det pågående Kalmarkriget. Efter att omkring 300 man har fallit (båda sidor inräknade) flyr danskarna till Varberg.
- 1808 – Utan föregående krigsförklaring går ryska trupper under ledning av general Fredrik Vilhelm von Buxhoevden över den svensk-ryska gränsen vid Abborrfors i östra Finland. Detta blir inledningen till finska kriget, som pågår till året därpå och i vilket Sverige förlorar den östra rikshalvan till Ryssland.
- 1848 – De båda tyska politiska aktivisterna Karl Marx och Friedrich Engels utger den lilla pamflettskriften Kommunistiska manifestet i London. Den är skriven på tyska och utges på uppdrag av den internationella organisationen Kommunisternas förbund. Visserligen innehåller den inte mycket, som Marx inte redan har skrivit, men det kort- och lättfattliga samt slagkraftiga språket gör den till en stor succé och den mest spridda av deras skrifter. Redan samma år översätts den till svenska, sannolikt av Per Götrek, som också är medlem av förbundet. Manifestets mest berömda mening blir den sista, vilken är en uppmaning, som lyder ”Proletärer i alla länder, förenen eder!”
- 1940 – Pajala i Norrbotten bombas av sju sovjetiska flygplan som navigerat fel under ett bombuppdrag över Finland. Flera byggnader i samhället brinner ner och kostnaderna för de materiella skadorna uppgår till 45 000 kronor. Lyckligtvis omkommer ingen människa och endast två skadas lindrigt. Redan samma dag inlämnar den svenska regeringen en protestnot till Sovjetunionen, som den 6 mars erkänner att bombningen är ett misstag av sovjetiska plan och sedermera betalar skadestånd på 40 000 kronor. Detta blir den enda kränkningen av svenskt territorium under andra världskriget, som Sovjetunionen erkänner.
- 1958 – Ingemar Johansson försvarar sin titel som europamästare mot Joe Erskine med vinst i 13:e ronden på teknisk knockout i Mässhallen i Göteborg.
- 1963 – Världens första aktiva kommunikationssatellit, den amerikanska Telstar, som sköts upp sommaren året innan, tas ur bruk, då den endast är tänkt som ett experiment. Telstarprojektet fortsätter dock med fler satelliter och fortgår än idag (2025).
- 1968 – Sveriges utbildningsminister Olof Palme deltar i en demonstration i Stockholm tillsammans med Nordvietnams Moskvaambassadör och håller ett tal där han kritiserar USA för dess krigföring i Indokina och hävdar att kriget är ett hot mot demokratin. Detta leder till en diplomatisk kris mellan Sverige och USA, där den amerikanske ambassadören i Sverige William Heath kallas hem till USA. Det dröjer till 1970, innan en ny amerikansk Sverigeambassadör utses, och de diplomatiska relationerna mellan länderna förblir kylig ännu längre, bland annat då Palme 1972 håller ett tal om de amerikanska bombningarna av Hanoi.
- 1972 – Den amerikanske presidenten Richard Nixon inleder ett oväntat men historiskt besök i Kina, vilket pågår till den 28 februari, och tas emot av landets ledare Mao Zedong. Syftet med besöket är att förbättra relationerna mellan länderna, som vid denna tid ser varandra som något av ärkefiender och det är första gången en amerikansk president besöker ett kommunistiskt land. Besöket leder till och med till att engelska språket berikas med metaforen Nixon in China, som uttryck för när en politiker gör något oväntat och okarakteristiskt.
- 1976 – De första paralympiska vinterspelen invigs i svenska Örnsköldsvik. Spelen har tillkommit för att personer med olika former av funktionsnedsättningar ska kunna delta i olympiska vinteridrotter, men med anpassningar till deras nedsättningar. Paralympiska sommarspel har hållits sedan 1960.
- 1987 – Olof Johansson väljs till det svenska Centerpartiets ordförande, sedan den tidigare ledaren Karin Söder har avgått den 2 februari på grund av dålig hälsa. Johansson förblir partiledare till 1998.

## Födda
- 1609 – Raimondo Montecuccoli, italiensk militär och militärteoretiker
- 1728 – Peter III, tsar av Ryssland 5 januari–28 juni 1762
- 1745 – Olof Tempelman, svensk arkitekt, professor vid Konstakademien från 1779
- 1783 – Benjamin Ruggles, amerikansk politiker, senator för Ohio 1815–1833
- 1801
  - Heinrich Leberecht Fleischer, tysk orientalist
  - John Henry Newman, brittisk kyrkoman, teolog och kardinal
- 1816 – Ebenezer R. Hoar, amerikansk jurist och republikansk politiker, USA:s justitieminister 1869–1870
- 1832 – John L. Barstow, amerikansk republikansk politiker, guvernör i Vermont 1882–1884
- 1836 – Léo Delibes, fransk tonsättare
- 1844 – Charles-Marie Widor, fransk organist och tonsättare
- 1851 – Thomas Sterling, amerikansk republikansk politiker, senator för South Dakota 1913–1925
- 1864 – Albin Belar, slovensk seismolog, naturforskare, miljökämpe och uppfinnare
- 1865 – Gustaf Uddgren, svensk manusförfattare, redaktör, journalist och tidningsman
- 1866 – August Paul von Wassermann, tysk bakteriolog
- 1870 – William Larrabee, amerikansk demokratisk politiker, kongressledamot 1931–1943
- 1875 – Jeanne Calment, fransk kvinna, världens dokumenterat äldsta människa någonsin
- 1881 – Ivar Kåge, svensk skådespelare och regissör
- 1895 – Henrik Dam, dansk biokemist, mottagare av Nobelpriset i fysiologi eller medicin 1943
- 1903 – Anaïs Nin, fransk-amerikansk författare
- 1904 – Aleksej Kosygin, sovjetisk politiker, Sovjetunionens regeringschef 1964–1980
- 1907 – W.H. Auden, brittisk författare
- 1910 – Douglas Bader, brittisk stridspilot och välgörenhetsorganisatör
- 1915 – Ann Sheridan, amerikansk skådespelare
- 1917 – Sven-Otto Österdahl, svensk byrådirektör och folkpartistisk politiker
- 1919 – Arne Augustsson, svensk skådespelare
- 1921 – John Rawls, amerikansk filosof
- 1924
  - William Hathaway, amerikansk demokratisk politiker, senator för Maine 1973–1979
  - Robert Mugabe, zimbabwisk politiker, Zimbabwes premiärminister 1980–1987 samt president och diktator 1987–2018
- 1925 – Sam Peckinpah, amerikansk filmregissör
- 1927
  - Lars Engström, svensk regissör och skådespelare
  - Hubert de Givenchy, fransk modeskapare
- 1929 – James Beck, brittisk skådespelare
- 1933 – Nina Simone, amerikansk blues- och soulsångare
- 1934 – Rue McClanahan, amerikansk skådespelerska
- 1937
  - Yvonne Floyd, svensk manusförfattare
  - Harald V, kung av Norge 1991–
- 1939 – Börje Ahlstedt, svensk skådespelare
- 1940
  - Peter Gethin, brittisk racerförare
  - John Lewis, amerikansk politiker
- 1942 – Margarethe von Trotta, tysk filmregissör
- 1946
  - Tyne Daly, amerikansk skådespelare
  - Anthony Daniels, amerikansk skådespelare
  - Alan Rickman, brittisk skådespelare
- 1949
  - Phil Hare, amerikansk demokratisk politiker
  - Ronnie Hellström, svensk fotbollsmålvakt
- 1950
  - Larry Drake, amerikansk skådespelare
  - Alf R. Jacobsen, norsk journalist och författare
  - Håkan Nesser, svensk författare, manusförfattare och lärare
- 1955 – Kelsey Grammer, amerikansk skådespelare
- 1956 – Charles Boustany, amerikansk republikansk politiker
- 1958 – John Shimkus, amerikansk republikansk politiker
- 1959 – Stisse Åberg, svensk sportjournalist
- 1962
  - Chuck Palahniuk, amerikansk författare och frilansjournalist
  - Jakob Eklund, svensk skådespelare
  - Mikael Hylin, svensk regissör och manusförfattare
- 1965 – Thomas Sivertsson, svensk handbollsspelare och -tränare, OS-silver 1996 och 2000, VM-guld 1999, kopia av Svenska Dagbladets guldmedalj 1998
- 1971
  - Pierre Fulke, svensk golfspelare
  - Eva Nordmark, svensk fackföreningsledare och socialdemokratisk politiker, ordförande för TCO 2011–2019, Sveriges arbetsmarknadsminister 2019–2022
- 1974 – Ville Skinnari, finländsk ishockeyspelare och socialdemokratisk politiker
- 1979
  - Denis In-Fa-Lin, rysk bandyspelare
  - Jennifer Love Hewitt, amerikansk skådespelare
- 1984 – Alex Racoveanu, svensk simmare
- 1987
  - Ashley Greene, amerikansk skådespelare och fotomodell
  - Elliot Page, kanadensisk skådespelare
- 1989 – Corbin Bleu, amerikansk skådespelare, modell, dansare och sångare
- 1990 – Mattias Tedenby, svensk ishockeyspelare
- 1995 – Lovisa Claesson, svensk roddare
- 2002 – Marcus & Martinus, norska artister

## Avlidna
- 1437 – Jakob I, 42, kung av Skottland sedan 1406 (död denna eller föregående dag)
- 1513 – Julius II, 69, påve sedan 1503
- 1527 – Knut Mikaelsson, svensk domprost, ledare för det första dalupproret (avrättad)
- 1624 – Dirck van Baburen, 28, nederländsk barockmålare
- 1677 – Baruch Spinoza, 44, nederländsk filosof
- 1844 – John Leeds Kerr, 64, amerikansk politiker, senator för Maryland 1841–1843
- 1846 – Ninko, 45, kejsare av Japan sedan 1817
- 1852 – Nikolaj Gogol, 42, rysk författare
- 1861 – Lars Levi Læstadius, 61, svensk präst, väckelseledare, författare och botanist
- 1891 – Georges Seurat, 31, fransk konstnär och målare
- 1894 – Gustave Caillebotte, 45, fransk målare inom impressionismen
- 1896 – Fritz Arlberg, 65, svensk operasångare och översättare
- 1901 – Stephen M. White, 48, amerikansk demokratisk politiker, senator för Kalifornien 1893–1899
- 1907 – Erik Gustaf Boström, 65, svensk godsägare och politiker, Sveriges statsminister 1891–1900 och 1902–1905 samt finansminister 1894–1895
- 1909 – Hjalmar Palmstierna, 72, svensk friherre, officer, politiker och ämbetsman
- 1919 – Kurt Eisner, 51, tysk socialistisk politiker och revolutionsledare (mördad)
- 1926 – Heike Kamerlingh Onnes, 62, nederländsk fysiker, mottagare av Nobelpriset i fysik 1913
- 1932 – Erik Dan Bergman, 62, svensk journalist och författare med pseudonymen Dan
- 1941 – Frederick G. Banting, 49, kanadensisk fysiolog, upptäckare av insulinet, mottagare av Nobelpriset i fysiologi eller medicin 1923 (flygolycka)
- 1958 – Duncan Edwards, 21, brittisk fotbollsspelare (skadad i en flygolycka två veckor tidigare)
- 1960 – Edwina Mountbatten, 58, brittisk arvtagare, modelejon och volontärarbetare
- 1965 – Malcolm X, 39, afroamerikansk medborgarrättskämpe (mördad)
- 1966 – Jules Gaston Portefaix, 74, svensk skådespelare och manusförfattare
- 1968 – Howard Walter Florey, 69, australisk farmakolog, mottagare av Nobelpriset i fysiologi eller medicin 1945
- 1969 – Hilmer Borgeling, 65, svensk sångare
- 1974 – Erik Österberg, 81, svenskt statsråd och kommerseråd
- 1976 – Tage Aurell, 80, svensk-norsk författare och manusförfattare
- 1977 – Rosalind Atkinson, 76, nyzeeländsk skådespelare
- 1984 – Michail Sjolochov, 78, sovjet-rysk författare, mottagare av Nobelpriset i litteratur 1965
- 1985 – Ina Claire, 91, amerikansk skådespelare
- 1991
  - John Sherman Cooper, 89, amerikansk republikansk politiker, diplomat och jurist, senator för Kentucky 1946–1949, 1952–1955 och 1956–1973
  - Margot Fonteyn, 71, brittisk ballerina
- 1993
  - Irma Christenson, 78, svensk skådespelare
  - Inge Lehmann, 104, dansk seismolog och geofysiker
- 1998 – George Fant, 81, svensk skådespelare
- 1999 – Gertrude B. Elion, 81, amerikansk biokemist och farmakolog, mottagare av Nobelpriset i fysiologi eller medicin 1988
- 2002
  - John Thaw, 60, brittisk skådespelare, mest känd i rollen som kommissarie Morse
  - Daniel Pearl, 39, amerikansk journalist, dödad i Karachi
- 2004 – Stig Svensson, 89, svensk fotbollsledare i Östers IF
- 2008 – Evan Mecham, 83, amerikansk republikansk politiker, guvernör i Arizona 1987–1988
- 2011 – Russell W. Peterson, 94, amerikansk politiker, guvernör i Delaware 1969–1973
- 2012 – Rami al-Sayed, syrisk videoreporter, dödad i upproret i Syrien
- 2013
  - Algot Niklasson, 85, svensk evangelist och författare
  - Hasse Jeppson, 87, svensk fotbollsspelare, VM-brons 1950
- 2014
  - Peter Bruhn, 44, svensk typsnittsformgivare
  - Francesco Di Giacomo, 66, italiensk rocksångare i gruppen Banco del Mutuo Soccorso
  - Jens Åberg, 67, svensk socialdemokratisk politiker
- 2015 – Clark Terry, 94, amerikansk jazztrumpetare
- 2017 – Kenneth Arrow, 95, amerikansk nationalekonom, mottagare av Sveriges Riksbanks pris i ekonomisk vetenskap till Alfred Nobels minne 1972
- 2018 – Billy Graham, 99, amerikansk evangelist
- 2019
  - Stanley Donen, 94, amerikansk filmregissör
  - Peter Tork, 77, amerikansk skådespelare och musiker, medlem av gruppen The Monkees 1966–1968
- 2024 – Roger Guillemin, 100, fransk-amerikansk neuroendokrinolog, mottagare av Nobelpriset i fysiologi eller medicin 1977
- 2025 – Marianne von Baumgarten, 85, svensk redaktör och journalist

## Svenska kalendern
I den svenska kalendern fanns inte 18–28 februari år 1753.